# Stævnemødet i Frederiksberg Have
Stævnemødet i Frederiksberg Have er en dansk stum romantisk komediefilm fra 1911 produceret af Nordisk Films Kompagni og instrueret af William Augustinus efter manuskript af Waldemar Hansen.

## Handling
Den unge kvinde Lilli spørger sine forældre om lov til at møde sin forlovede i Frederiksberg Have, men faren siger nej. Lille aftaler dog med stuepigen Stine, at hun kan tage Stines tøj på, så hun kan snige sig ud af huset, hvilket hun gør. Stine kommer dog i tanke om, at hun også har et stævnemøde med sin kæreste, så hun tager i stedet Lillis tøj på og går også på stævnemøde. Det kommer der en masse forvekslinger ud af.

## Medvirkende
- Bertel Krause, Lam, pensionist
- Elna From, Fru Lam
- Ellen Kornbeck, Lilli, Lams datter
- Julie Henriksen, Stine, stuepige
- Nicolai Brechling, Carl, løjtnant
- Frederik Buch, Jens, Carls oppasser, Stines forlovede